# Emilia Ankiewicz
Emilia Ankiewicz (Elbląg, 22 novembre 1990) è un'ostacolista polacca.
Nella sua carriera Ankiewicz ha preso parte ad un'edizione delle Universiadi, vincendo una medaglia d'argento, e all'edizione del 2016 dei Giochi olimpici.

## Palmarès
| Anno | Manifestazione  | Sede           | Evento   | Risultato  | Prestazione | Note                                     |
| ---- | --------------- | -------------- | -------- | ---------- | ----------- | ---------------------------------------- |
| 2015 | Universiadi     | Gwangju        | 400 m hs | Argento    | 56"55       | Miglior prestazione personale stagionale |
| 2016 | Europei         | Amsterdam      | 400 m hs | 8ª         | 57"31       |                                          |
| 2016 | Giochi olimpici | Rio de Janeiro | 400 m hs | Semifinale | 56"99       | Miglior prestazione personale            |